# Качка білоголова
Качка білоголова (Asarcornis scutulata) — вид водоплавних птахів із родини качкових. Птах родом з Індії і Південно-Східної Азії, в даний час перебуває під загрозою зникнення.

## Опис
Велика частина оперення темно-коричневе, голова і верхня частина шиї білого кольору, який більш виражений у самок, ніж у самців, уздовж кромки крил помітні білі смуги. Біле пір'я крила видно тільки під час польоту. Доросла особина має довжину тіла близько 66-81 см.

## Спосіб життя і середовище проживання
Середовищем проживання є річки, струмки і водно-болотні угіддя в лісових районах. Представники виду живуть поодинці і парами, активні в основному на світанку і в сутінках. У гніздо, зроблене в дуплі або в ямці на землі, відкладається до 16 яєць, з яких приблизно через 33 дні з'являються пташенята.
Раціон складається з рослин і дрібних тварин: риб, змій, павуків і комах, зібраних з поверхні води.

## Охорона
Через зміни в навколишньому середовищі (зменшення лісових областей Південно-Східної Азії) чисельність скорочується (у 2002 році оцінювалася у 800 особин (200 в Лаосі, Таїланді, В'єтнамі та Камбоджі, 150 в Індонезії і 450 в Індії).